# South End (Minnesota)
South End – jednostka osadnicza w Stanach Zjednoczonych, w stanie Minnesota, w hrabstwie Clearwater.